# İdil Biret
İdil Biret (ur. 21 listopada 1941 w Ankarze) – turecka pianistka. W 1995 r. otrzymała nagrodę Grand Prix du Disque Frédéric Chopin za nagrania dzieł wszystkich Chopina.

## Życiorys
Naukę gry na fortepianie rozpoczęła w wieku trzech lat u tureckiego pianisty M. Fenmena. W 1948 r. otrzymała stypendium rządu tureckiego na studia w Konserwatorium Paryskim u Nadii Boulanger, które ukończyła w roku 1956. Studiowała także pod kierunkiem Alfreda Cortota i Wilhelma Kempffa.
Po ukończeniu konserwatorium rozpoczęła działalność koncertową. W 1960 r. po raz pierwszy odbyła zagraniczne tournée – po ZSRR (przez lata dała tam ponad 100 koncertów). W 1963 r. po raz pierwszy dała koncert w Stanach Zjednoczonych występując 22 listopada tego roku z Boston Symphony Orchestra.
W swojej karierze występowała z takimi orkiestrami jak: Londyńska Orkiestra Symfoniczna, Orkiestra Filharmonii Londyńskiej, Orkiestra BBC, Orkiestra Filharmonii w Leningradzie, Gewandhausorchester Leipzig, Staatskapelle Dresden oraz z orkiestrami symfonicznymi Tokio, Sydney, Berlińskiego Radia, Polskiego Radia, Filharmonii Narodowej w Warszawie. Współpracowała między innymi z następującymi dyrygentami: Pierre Monteux, Hermann Scherchen, Giennadij Rożdiestwienski, Erich Leinsdorf, Rudolf Kempe, Adrian Boult, Malcolm Sargent, Rafael Frühbeck de Burgos, Andrew Davis, Antoni Wit i Aaron Copland.
Nagrała ponad 80 płyt w wielu wytwórniach (m.in. Decca, EMI, Atlantic/Finnadar, Naxos Records), zarówno prawykonania, jak i zapisy całości dorobku kompozytorskiego. Zrealizowała nagrania prapremierowe dziewięciu symfonii Beethovena w transkrypcji Liszta dla wytwórni EMI (6LP w 1986 r.). Nagrała również wszystkie utwory fortepianowe i wszystkie koncerty Chopina (15CD w 1992), zdobywając opinię wybitnej interpretatorki jego muzyki. Zarejestrowała komplet utworów fortepianowych Brahmsa (12CD w 1997 r.), Rachmaninowa (10CD w 2000 r.), cykl wszystkich 32 sonat Beethovena, a ponadto trzy sonaty fortepianowe Pierre’a Bouleza (w 1995 r.), etiudy Ligetiego (w 2003 r.) i transkrypcję fortepianową muzyki do baletu Ognisty ptak Strawinskiego (w 2003 r.).

## Odznaczenia
- 1974 – Odznaka „Zasłużony Działacz Kultury” (Polska)[4]
- 1976 – Kawaler Orderu Narodowego Zasługi (Francja)[4]
- 2007 – Krzyż Kawalerski Orderu Zasługi Rzeczypospolitej Polskiej[5]